# Transamérica Recife
Transamérica Recife é uma emissora de rádio brasileira sediada em Recife, capital do estado de Pernambuco. Opera no dial FM na frequência 92,7 MHz e é uma filial da Rede Transamérica. Seus estúdios ficam situados no bairro do Espinheiro e seus transmissores estão no Morro do Peludo, no bairro do Ouro Preto, em Olinda.
A emissora foi inaugurada em 21 de agosto de 1976, sendo a primeira rádio em frequência modulada da cidade e a primeira da região Nordeste do país em FM Stereo.

## História
Como parte da formação da Rede Transamérica, a primeira estação da Transamérica FM foi inaugurada em Recife no dia 21 de agosto de 1976 (com outorga assinada em 22 de janeiro de 1975 inicialmente para a Rádio Transamérica de Recife S.A.), data que marcou o lançamento da primeira estação de rádio em frequência modulada na cidade (e a primeira da região Nordeste). Tal qual as demais filiais, a programação inicial da Transamérica FM era essencialmente musical, segmentada ao formato adulto-contemporâneo (MPB, jazz, blues e música instrumental) voltado as classes A e B, trazendo também pequenos boletins informativos. Todos os módulos eram gravados em fitas de rolo em São Paulo e enviados para a filial.
A programação foi inicialmente bem aceita, mas posteriormente foram registradas diversas reclamações de ouvintes em cartas para o jornal Diário de Pernambuco por diversos fatores: repetição dos módulos musicais, erros nas inserções das gravações e falta de identidade local (refletidas nos blocos informativos que traziam material direcionado aos ouvintes paulistanos). Outra reclamação era para o pouco espaço para a música nacional, onde 60% das canções executadas eram internacionais e 40% nacionais, diminuindo gradativamente a partir de 1979 quando a rede passa a aderir cada vez mais ao sucessos da música disco e eletrônica, que dominaram as FMs do país a partir dessa época.
A chegada da Transamérica FM aqueceu o mercado de venda de receptores de rádio AM/FM, sendo que em 1979 estimavam-se que existiam em Recife apenas 80 mil receptores. Em outubro de 1980, a primeira pesquisa divulgada pelo Ibope medindo as 4 FMs existentes no dial apresentou a Transamérica na terceira colocação com 20 pontos de audiência, sendo a líder a Caetés FM (lançada no mesmo ano). A pesquisa seguinte colocou a emissora na vice-liderança com 51 pontos de audiência, encerrando o mês na mesma colocação acumulando 139 pontos de audiência. A década de 1980 foi marcada por investimentos no público jovem como forma de atrair audiência pra rede, que vinha perdendo força com o crescimento do mercado. Em outubro de 1981, a Transamérica FM lança um novo transmissor importado dos Estados Unidos com potência de 50 mil watts. Posteriormente, renova a programação musical e lança blocos musicais de MPB, que trouxeram reação aos índices de audiência. Em 1982, a Transamérica FM passa a ser uma empresa sociedade limitada. Em setembro de 1983, forma a sua primeira equipe de jornalismo local. A estreia ao vivo ocorreu no dia 1.º de dezembro.
A partir da década de 1990, passa a receber o sinal da Transamérica FM de São Paulo via satélite tal qual como as demais filiais e afiliadas. Com a divisão das portadoras da rede, a Transamérica FM Recife passa a se chamar Transamérica Pop a partir do ano 2000. A emissora também passa a aderir ao projeto Transamérica Esportes, iniciado em 2001, contando com equipe de esportes local.
Em 2019, com a mudança de formato da Rede Transamérica e a unificação de suas portadoras (Pop, Light e Hits) a Transamérica passou a adotar o formato jovem/adulto, com foco no Pop e no Rock nacional e internacional com o objetivo de atrair um público entre 25 e 49 anos. Com isso, a até então Transamérica Pop Recife passa a se chamar Transamérica Recife.